# Лапландія (ландскап)

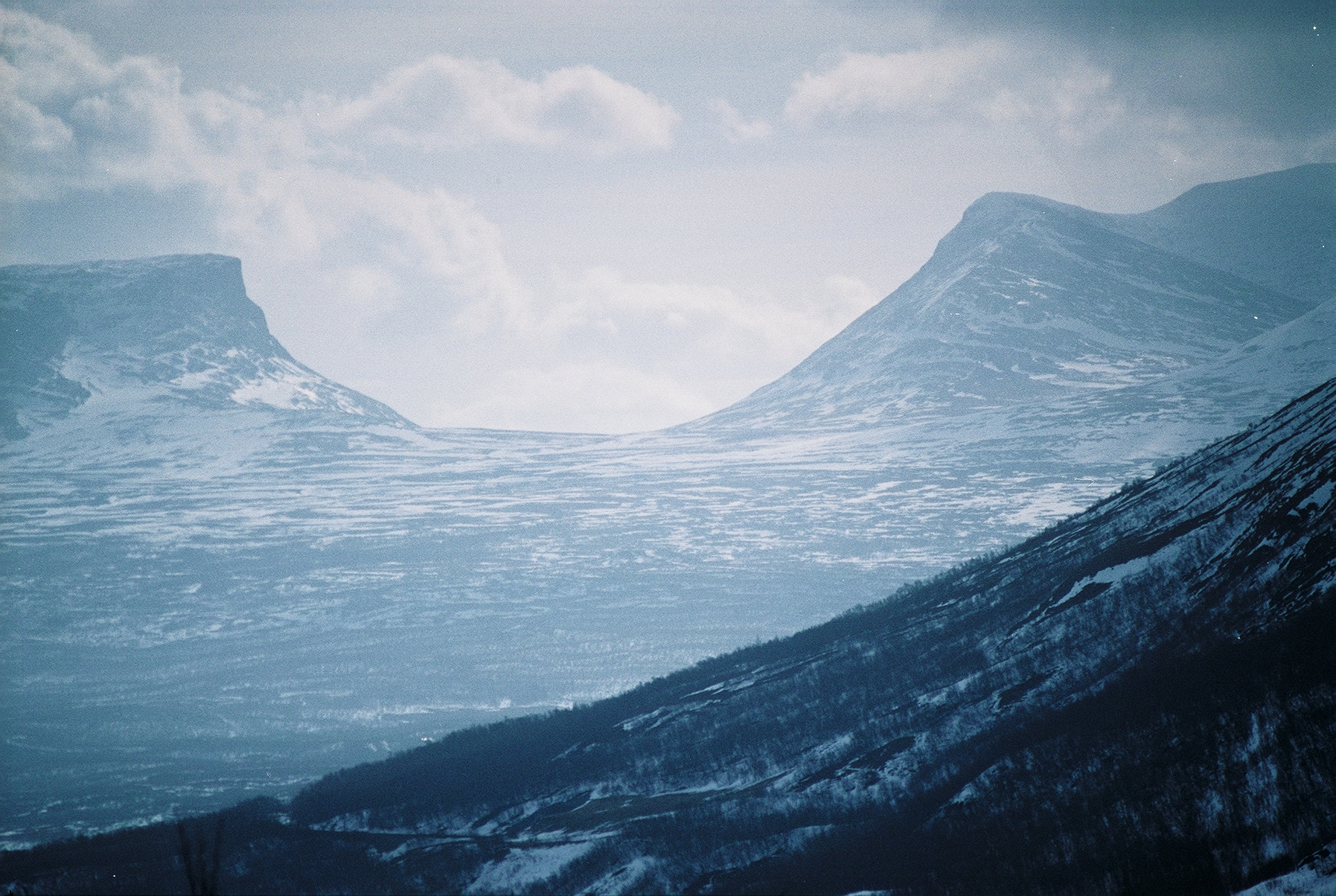
Перевал Лаппортен у Лапландії.

Лапландія (швед. Lappland) — історична провінція в північній Швеції, у регіоні Норрланд. Найбільша за площею провінція Швеції, цей регіон називають «останньою пустелею Європи». Багато письменників, художників і артистів були натхненні краєвидами Лапландії. І у легендах про місце мешкання про Санта Клауса йдеться про цей край. Населення Лапландії — 93 780 осіб (статистика за 2011 р.). Щільність заселення території людьми — усього 0,9 чоловік/км². ЦЄЧ — UTC+1 (Літній час — UTC+2).

## Географія

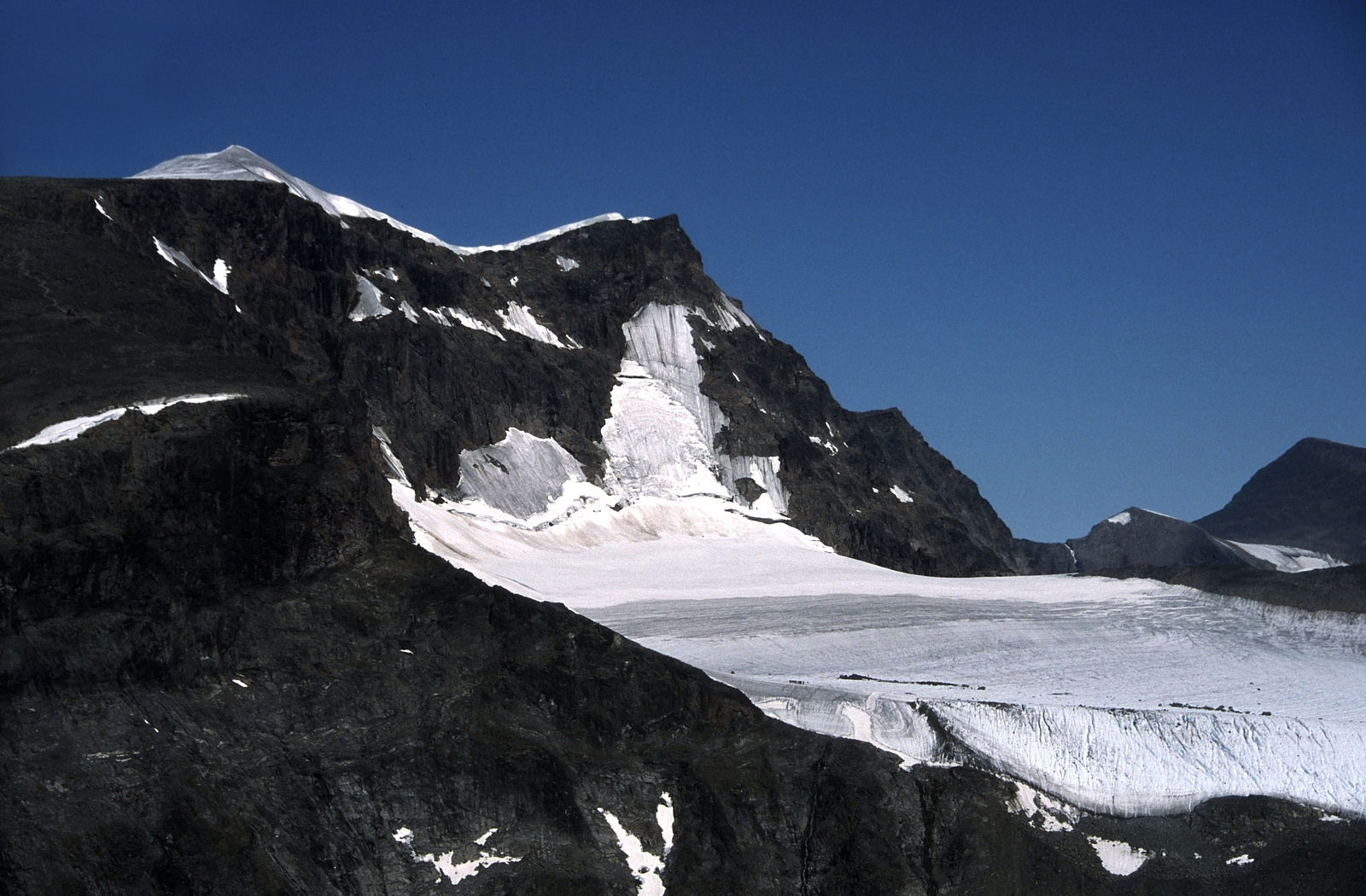
Гора Кебнекайсе висотою 2111 метри над рівнем моря.

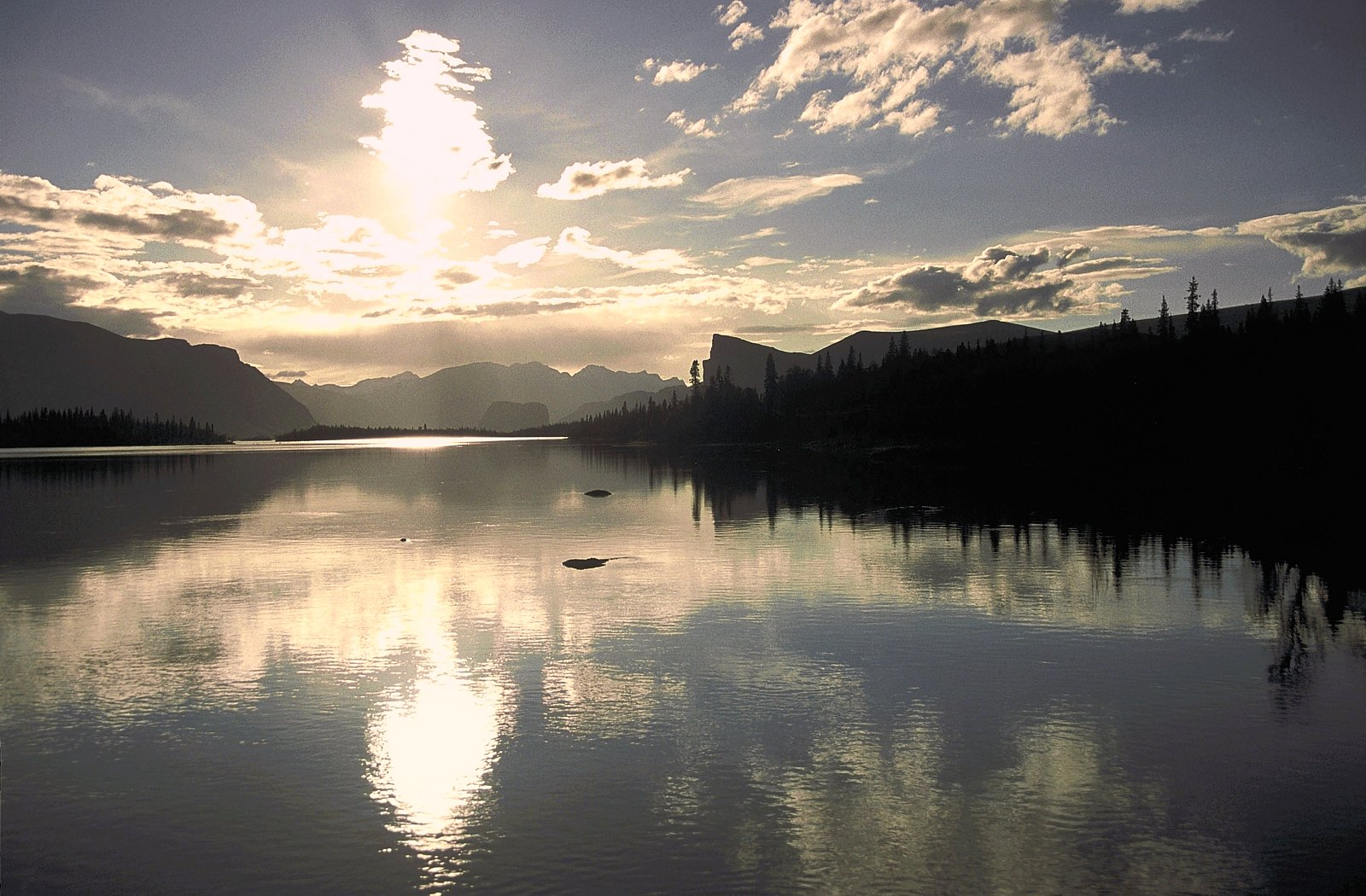
Національний парк Сарек, Лапландія

Терени Лапландії були занесені до списку Всесвітньої спадщини ЮНЕСКО. Містить найстаріші та найкрасивіші області та провінції, національні парки Північної Європи, наприклад, національний парк Сарек, створений в 1909 році. Лапланд має площу 109 702 квадратних кілометрів (близько 42 300 квадратних миль), що перевищує територію Португалії.
До даного ландскапу входять Лулео єпархія та лени: на півдні Вестерботтен, на сході — Норрботтен, на південний захід — Ємтланд.
Цей ландскап Лапландія межує з Ямтландом та Онгерманландом на півдні, на заході межує з Норвегією, а на північному сході — з Фінляндією. Коло чверті теренів від усієї Швеції є в Лапландії. Лапландія була подовжена на схід.

### Національні парки
- Абіску
- Бйорнландет
- Муддус
- Пад'єланта
- Сарек
- Стура-Шефаллет
- Вадвечокка

### Озера
| - Аккаяуре - Хурнаван - Стура-Лулеваттен - Стураван - Сторуман | - Турнетреск - Удд'яуре - Вірігауре - Малгомай |

### Річки
| - Лулеельвен - Каліксельвен - Пітеельвен - Шеллефтеельвен - Турнеельвен | - Умеельвен - Онгерманельвен - Вінделельвен - Оре-Ельв - Логде-Ельв - Биске-Ельв |

### Найбільші населені пункти
| - Абіску - Адак - Ар'єплуг - Арвідс'яур - Блаттнікселе - Дурутеа - Фредріка - Гаргнас - Гуннарн - Елліваре | - Гаккас - Гемаван - Шдівуома - Йоккмокк - Юккасарві - Каресуандо - Кіруна - Крістінеберг - Куттайнен - Квіккйокк | - Лаісвалль - Ланнаваара - Люкселе - Мальмбергет - Малу - Наттаваара - Порюс - Рускселе - Соршеле - Стеншеле | - Сторуман - Сванабин - Сваппаваара - Тарнабю - Уллатті - Вільгельміна - Віттангі - Вуоллерім - Оселе - Евре Сопперо |

## Клімат
Лапландія має вологий помірно-континентальний холодний клімат. Далеко на півночі — полярний клімат. Взимку температура може опуститися нижче −40 °C, але середня температура січня від −10 °C до −15 °C.
Влітку, Лапландія, попри північне розташування має досить теплу погоду до 25-30 градусів за Цельсієм.
Річна кількість опадів в горах Лапландії між 1000 і 1500 міліметрів. В Абіску падає досить низький рівень опадів у відношенні до цілої країни, в середньому лише 300 мм на рік, у зв'язку з «дощовою тінню» Західних гір.

## Флора і фауна
На заході виділяється гірська флора, особливо у північно-західній частині. Переважають невисокі дерева, в тому числі берези та інші нижчі рослини. У тундрі не ростуть дерева, але можуть бути тільки низькі чагарники й трави, що можуть пустити коріння в мерзлу землю. Багато видів лілій та орхідей квітнуть на гірських схилах. Далі на схід домінує хвойні породи. Крім того, болота, як і скрізь на півночі Швеції, звичайні. На болотах ростуть болотні рослини і морошка, інші низькорослі чагарники, за ними щільно ростучими болото майже ховається.
Переважають типові для даної області тварини, як, наприклад північний олень, лось, росомаха і рись. А також, що знаходяться під загрозою зникнення вид лисиць, більшість з яких живе в західній частині гірського ланцюга. Часто зустрічаються навіть лемінги, полярний заєць, бобер. На гірських пустках живуть деякі види птахів, де вони харчуються в основному великою кількістю комарів улітку навколо вологих боліт.

## Історія

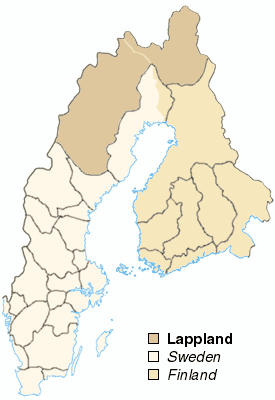

- Перше письмова згадка про дану ділянку землі була в листі короля Магнуса Еріксона в 1340 р., де він видає правила стосовно Лапландії, зазначає виділення нерухомості й землі християнам, вказує на сплату ними податків королеві, і використання закону і звичаю Гельсінгланду[2][3].
- До XVI ст. сучасна Лапландія називалась старовинним Лапмарк (швед. Lappmarken), у зв'язку з оподаткуванням та наданням пільг в зоні торгівлі кочових лапландців (саамів).
- Дільниця Лапландії у Швеції була утворена в сучасних межах у 1752 році. Реструктуровано у 1766 р., і дещо змінювався її склад надалі.
- У 1809 р. Російська імперія анексувала східну частку шведського королівства, і утворено було Велике князівство Фінляндське, що поділило Лапландію на шведську та фінську частки, кожна з яких існує і донині. І щодо сучасної назви регіону Лапландія місцеве населення Швеції та Фінляндії часто вживає слова Лапланд (швед. Lappland) та Лапі (фін. Lappi), Лапонія (англ. Laponia). Що не слід плутати з культурним регіоном саамів — Самланд (швед. Sameland), (англ. Sápmi), або історичним поняттям Лапмарк (швед. Lappmarken). Сучасна загальна кількість мешканців Лапландії (у Швеції та Фінляндії) — 125 000 осіб[4].

## Адміністративний устрій
- Сучасний адміністративний устрій з населеними пунктами даного ландскапу утворений у 1971 році.

### Лен Вестерботтен
1. Ликселе (комуна)
2. Дурутеа (комуна)
3. Мало (комуна)
4. Сурселе (комуна)
5. Стуруман (комуна)
6. Вільгельміна (комуна)
7. Оселе (комуна)

### Лен Норрботтен
1. Арвідсяур (комуна)
2. Ар'єплуг (комуна)
3. Йоккмокк (комуна)
4. Єлліваре (комуна)
5. Кіруна (комуна)

- Нині до даного ландскапу входять Лулео єпархія та лени: Вестерботтен, Норрботтен, Ємтланд.

## Символи ландскапу
- Рослина: дріада
- Тварина: песець
- Птах: синьошийка
- Риба: палія

## Галерея

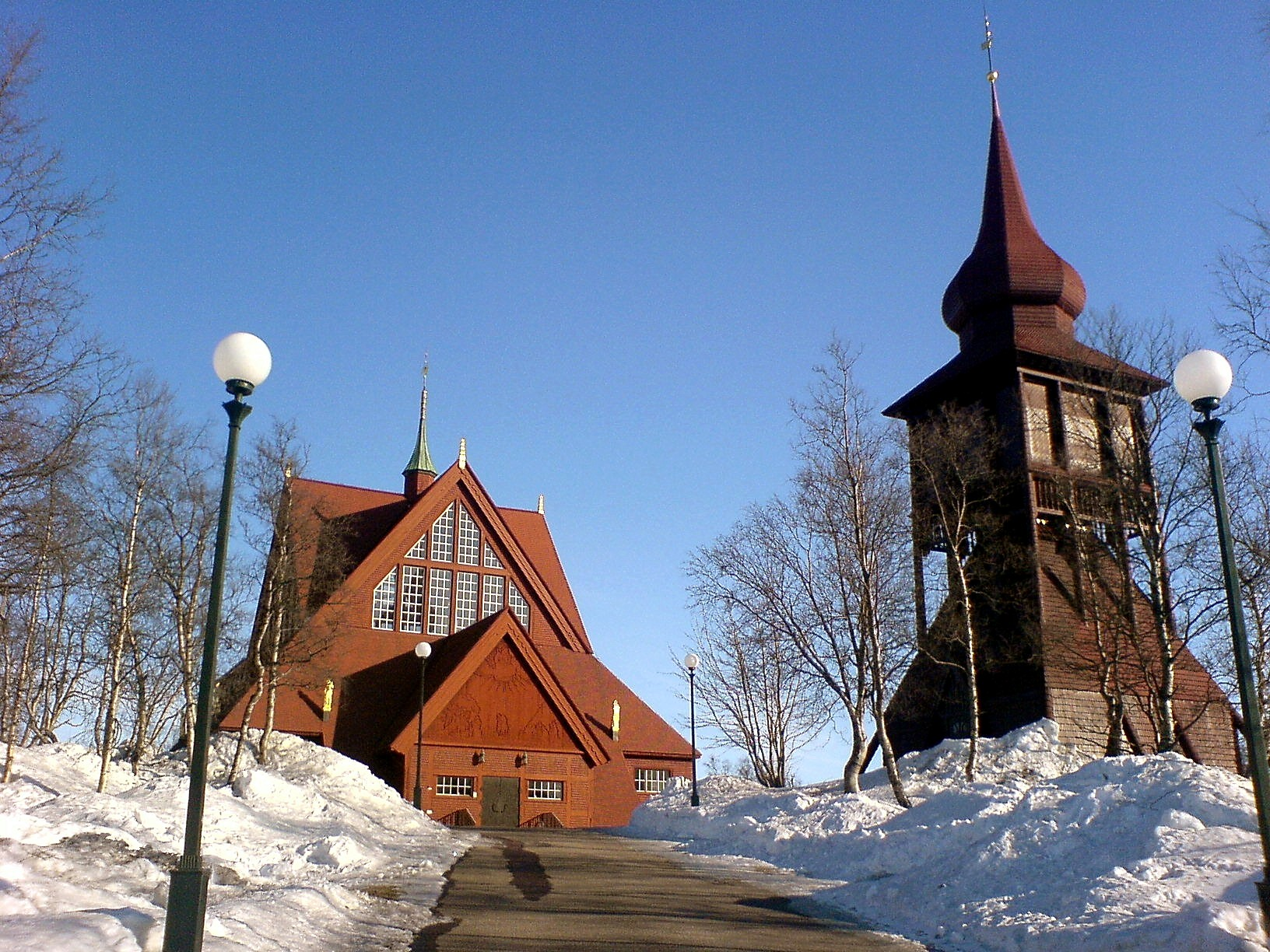
Церква в Кіруні
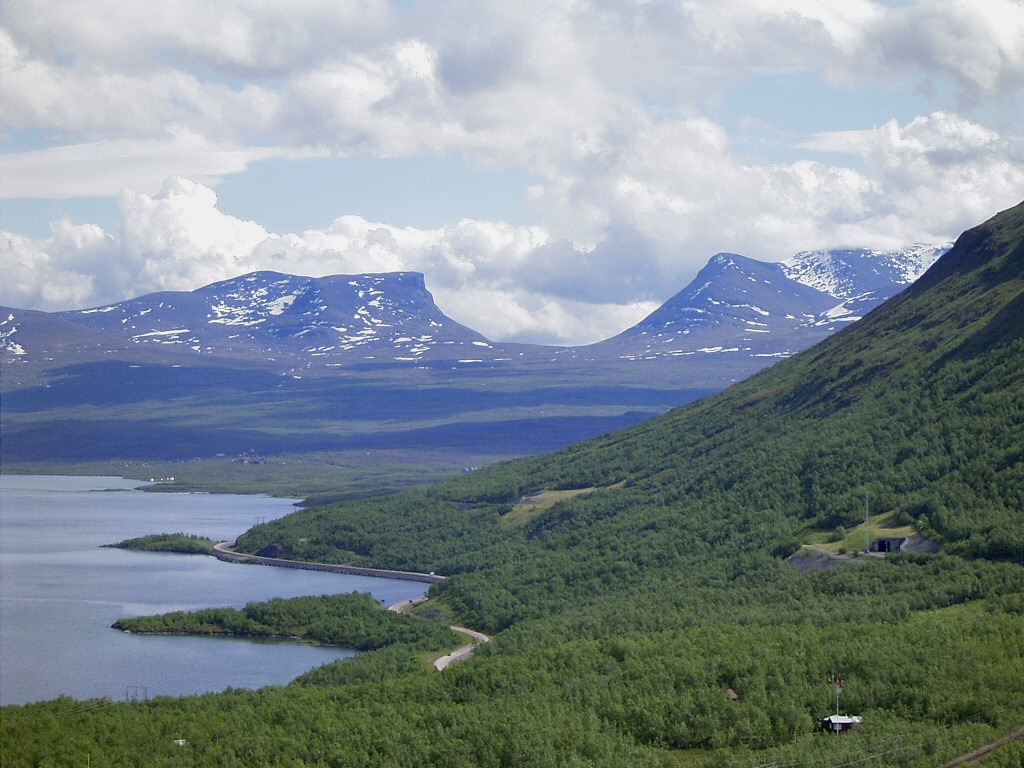
Ворота в Лапландію (вид на північну частину національного парку Абіску, південно-західне узбережжя озера Турнетреск).
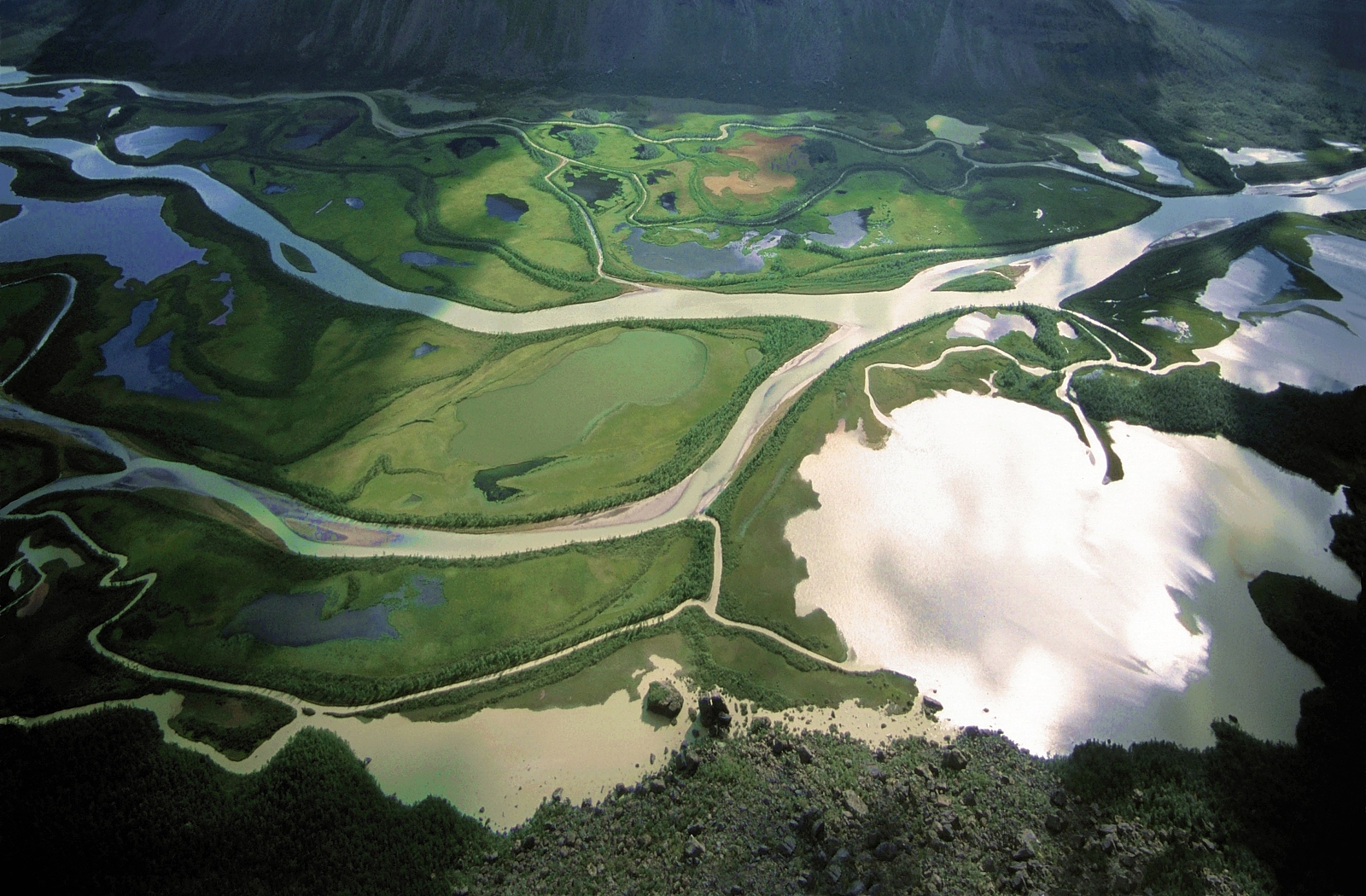
Національний парк Сарек у Лапландії (вид на Рапа-Дельту).
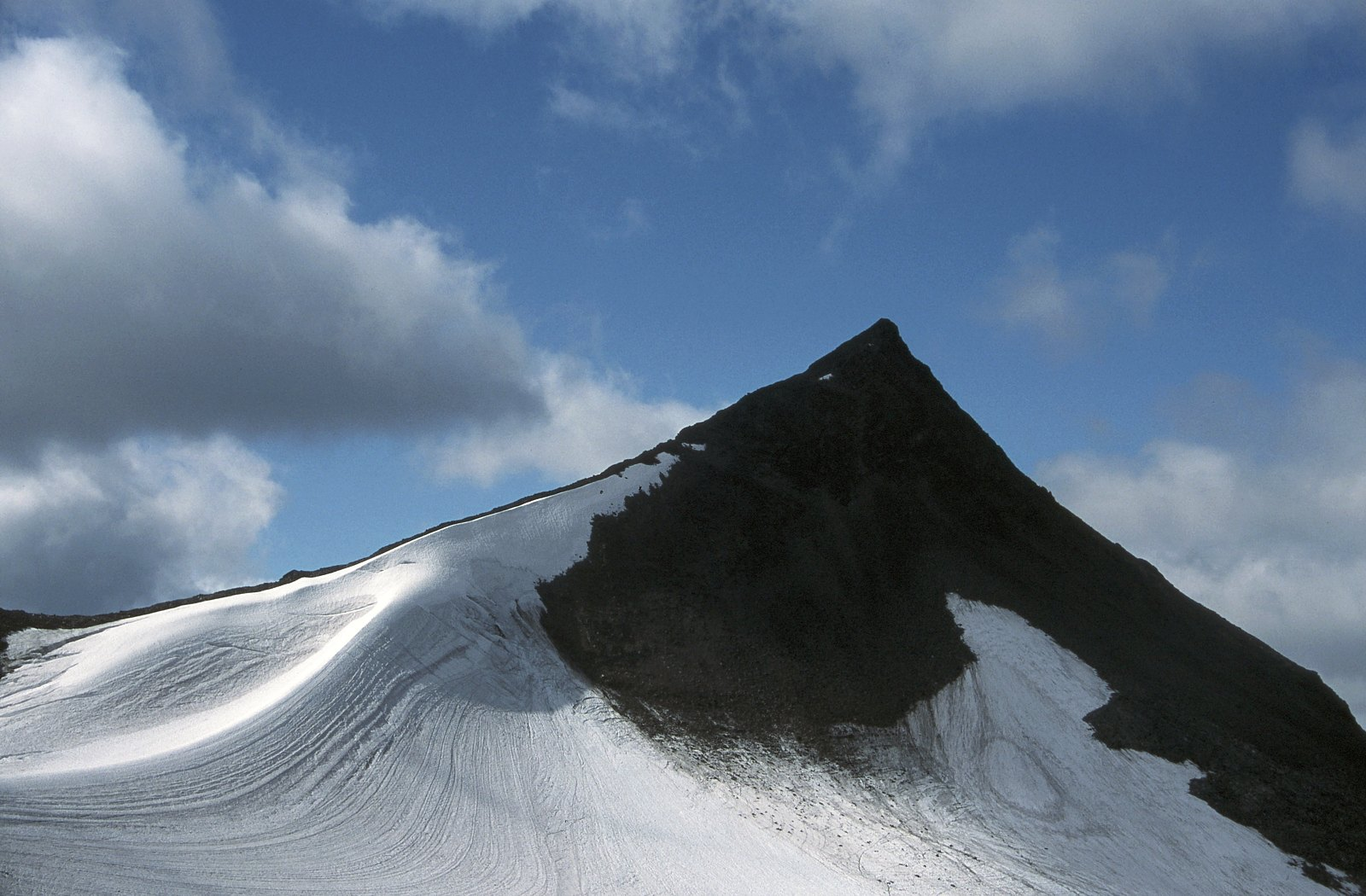
Гора Дракригген висотою 1821 метри над рівнем моря.

## Культура
- Культура народу саамів;
- Консервативна лютеранська деномінація протестантизму в даному регіоні

## Спорт
- Футбол